# 雷德班克 (加利福尼亞州)
雷德班克（英語：Red Bank）是位於美國加利福尼亞州蒂黑馬縣的一個非建制地區。該地的面積和人口皆未知。

## 地理
雷德班克的座標為40°05′58″N 122°26′43″W / 40.09944°N 122.44528°W，而該地的平均海拔高度為132米（即432英尺）。